# Messa per Rossini
De Messa per Rossini is een requiem-mis, die het resultaat was van een gezamenlijke inspanning van dertien componisten.
Kort na Gioacchino Rossini's dood in 1868 nodigde Giuseppe Verdi de twaalf meest vooraanstaande Italiaanse componisten van die tijd uit om bij te dragen aan een dodenmis voor Rossini. De eerste uitvoering van de mis was voorzien op de eerste verjaardag van Rossini's dood op 13 november 1869 in Bologna. De compositie werd voltooid in de zomer van 1869, maar de uitvoering moest worden afgelast wegens ongunstige omstandigheden. Het manuscript raakte vervolgens in vergetelheid.
Giuseppe Verdi nam zijn eigen bijdrage, het afsluitende Libera me, in herziene vorm als bron voor zijn eigen Messa da Requiem.
De volledige Messa per Rossini werd ontdekt door de Amerikaanse musicoloog David Rosen in 1970. Het werk werd voor het eerst uitgevoerd in 1988 door de Gächinger Kantorei onder leiding van Helmuth Rilling tijdens de European Music Festival in Stuttgart. De eerste uitvoering in de Verenigde Staten vond een jaar later plaats. Het werk is vervolgens opgenomen op cd. De eerste uitvoering in het Verenigd Koninkrijk werd gegeven in 2003 aan de Royal Academy of Music (Londen) door het Trinity Chorale en het Trinity Orchestra, onder leiding van John Wyatt. Aangezien noch de partituur noch de orkest- en zangpartijen ooit zijn uitgegeven, werden kopieën van het manuscript aan de uitvoerenden geleend door Casa Ricordi (Verdi's muziekuitgever) in Milaan.

## Bezetting
- solisten: sopraan, alt, tenor, bariton, bas
- gemengd koor (vier- of zesstemmig)
- orkest: een piccolo, twee fluiten, twee hobo’s, Engelse hoorn, twee klarinetten, een basklarinet, vier fagotten, vier hoornen, vier trompetten, drie trombones, een ophicleïde, vier pauken, een grote trom, bekkens, een tamtam, een orgel, strijkers (waaronder divisi en solo).

## Structuur van het werk en deelnemers
| Componist                        | Gedeelte          | Deel                                                    | Bezetting                                  |
| -------------------------------- | ----------------- | ------------------------------------------------------- | ------------------------------------------ |
| Antonio Buzzolla (1815 - 1871)   | I. Introitus      | Requiem e Kyrie                                         | koor                                       |
| Antonio Bazzini (1818 - 1897)    | II. Sequentia     | 1. Dies Irae                                            | koor                                       |
| Carlo Pedrotti (1817 - 1893)     | II. Sequentia     | 2. Tuba mirum                                           | solo (bariton) en koor                     |
| Antonio Cagnoni (1828 - 1896)    | II. Sequentia     | 3. Quid sum miser                                       | duet: sopraan, alt                         |
| Federico Ricci (1809 - 1877)     | II. Sequentia     | 4. Recordare Jesu                                       | quartet: sopraan, alt, bariton, bas        |
| Alessandro Nini (1805 - 1880)    | II. Sequentia     | 5. Ingemisco                                            | solo (tenor) en koor                       |
| Raimondo Boucheron (1800 - 1876) | II. Sequentia     | 6. Confutatis Oro supplex                               | solo (bas) en koor                         |
| Carlo Coccia (1782 - 1873)       | II. Sequentia     | 7. Lacrimosa Amen                                       | koor                                       |
| Gaetano Gaspari (1808 - 1881)    | III. Offertorium  | Domine Jesu Quam olim Abrahae Hostias Quam olim Abrahae | kwartet (sopraan, alt, tenor, bas) en koor |
| Pietro Platania (1828 - 1907)    | IV. Sanctus       | Sanctus Hosanna Benedictus Hosanna                      | solo (sopraan) en koor                     |
| Lauro Rossi (1810 - 1885)        | V. Agnus Dei      | Agnus Dei                                               | solo (alt)                                 |
| Teodulo Mabellini (1817 - 1897)  | VI. Communio      | Lux aeterna                                             | trio: tenor, bariton, bas                  |
| Giuseppe Verdi (1813 - 1901)     | VII. Responsorium | Libera me Dies Irae Requiem aeternam Libera me          | solo (sopraan) en koor                     |